# Capilla de San Antonio (Ayamonte)
La capilla o ermita de San Antonio situada en la calle de San Antonio en el barrio de La Rivera y muy cerca de la dársena pesquera de Ayamonte (provincia de Huelva, Andalucía, España) está datada de finales del siglo XVI, y fue fundada por el gremio de marineros, el grupo de armadores y los propietarios de embarcaciones, al ser el santo Antonio de Padua de gran devoción por parte de los pescadores y marineros en general.
La temática que recogen las pinturas hace alusión a la vida de San Antonio de Padua. Tradicionalmente, se celebraba en este barrio la fiesta de San Antonio con una misa, procesión y festejos, que ya no se realizan aunque sí se celebran fiestas en su honor en el barrio marinero de Punta del Moral. Actualmente se encuentra declarada como de Interés Cultural.
Es Bien de Interés Cultural, con categoría de Monumento.

## Historia
En el siglo XVII con los donativos del gremio de pescadores de la ciudad, se fundó a las afueras de la ciudad una pequeña ermita, que además tenía una pequeña escuela para que los hijos de estos marineros pudieran recibir clase. Con el paso de los años la ciudad enguyó esta parte despoblada, y hoy en día la iglesia se halla en una céntrica calle de la población.

## El edificio
La Capilla de San Antonio se encuentra ubicada entre medianeras y rodeada, en tres de sus flancos, por construcciones, siendo visible al exterior su fachada meridional situada en la calle San Antonio.
Su interior es de planta rectangular, con una sola nave de gran desarrollo longitudinal, cubierta con armadura de par y nudillo, con cuatro tirantes apoyados en canes y decorados con cabezas de dragones. Tanto los tirantes como la viga perimetral se encuentran ornamentados con entalladuras barrocas, compuestas de hojas grandes y planas insertas en cenefa y volutas de acanto. Asimismo, pende del cuarto tirante de la cubierta un exvoto representado con una maqueta de una embarcación a vela de tres palos. En los muros perimetrales de la nave, en la zona cercana al presbiterio, se abren enfrentadas dos capillas hornacinas. El púlpito se encuentra adosado al muro perimetral izquierdo de la nave y tiene acceso desde la sacristía. Consta de un cuerpo hexagonal que descansa en un pilar sobre basa y capitel superior. El tornavoz, también de forma hexagonal, se cubre con un cupulino; ambos están realizados en madera y su extrema sencillez e inspiración clasicista armonizan con el espíritu general de la Capilla.
Decoran el tercio superior de los muros de la nave, en todo su perímetro, adaptándose al marco arquitectónico, excepto en el testero de la capilla mayor, un ciclo pictórico realizado al óleo sobre lienzo, con el tema iconográfico dedicado a la vida y milagro de San Antonio.
El coro alto se ubica a los pies de la nave, se compone de antepecho de balaustres de madera que apean en un tirante procedente de la cubierta de la nave. Su acceso se realiza a través de una escalera situada en un pequeño patio anexo situado en el lado del Evangelio.
El presbiterio está separado de la nave mediante un arco triunfal de medio punto. Se encuentra a mayor altura y tiene acceso a través de tres escalones delimitados, en ambos lados, con una baranda de balaustres de hierro. La capilla mayor, de planta cuadrada y testero recto, se cubre con bóveda de crucería, decorada con rosetones, de motivos vegetales muy estilizados, dispuestos en la clave y en el centro de cada uno de sus cuatro nervios; éstos apean en los ángulos sobre cuatro pilastras de piedra, con basas y capiteles de reminiscencia clásica, aunque muy desdibujados, posible material de acarreo procedente de otra construcción anterior. En la zona alta de cada uno de los muros laterales de la capilla se abre un vano rectangular flanqueado por dos lienzos pintados al óleo, terminados en la parte superior en medio punto, que representan el tema iconográfico de la vida y milagro de San Antonio.
La sacristía y su dependencia aneja se ubican en el lateral izquierdo de la nave, son de planta rectangular y están cubiertas con alfarje de madera. En el lado del Evangelio de la nave y con acceso desde la sacristía se ubica un pequeño patio alargado, que comunica con la escalera de subida al coro y con el atrio.
La fachada de los pies de la Capilla muestra, en su costado izquierdo, un vano que comunica con el patio lateral y con la sacristía. Descentrada hacia la derecha de la fachada se abre la portada que da acceso al interior. Se compone de un vano adintelado, cubierto con puerta de doble hoja de madera y clavazón, flanqueado por pilastras sobre pedestales, friso y pequeña cornisa superior, que a su vez coronan dos florones en los extremos. Todos estos elementos se encuentran pintados de color albero. En la zona superior se abre un vano rectangular, recercado con sencilla moldura y cubierto con vidriera. Remata la fachada una espadaña de inspiración barroca, compuesta de un vano de medio punto que alberga una campana, cubierto con pretil de hierro y flanqueado con sendas pilastras dóricas, friso, y como remate un pináculo de lados curvos bajo una cruz férrea. En ambos lados de las citadas pilastras muestra dos molduras curvas que se prolongaban en otros tantos remates, actualmente desaparecidos.
El atrio tiene planta trapezoidal, está delimitado por la fachada que le da acceso desde el exterior, fachada de los pies de la Capilla, situada frente a la anterior, así como por dos muros laterales en sus lados mayores, en los que se adosan un banco corrido en cada lado construidos en ladrillo. La fachada que da acceso al atrio se compone de un muro alto, abierto en la zona central mediante un vano escarzano cubierto con cancela metálica y coronado con frontón triangular, en cuyo tímpano alberga un cuadro de azulejos dedicado a San Antonio. En la zona baja del mismo aparece la denominación de la Capilla. El paramento de las fachadas y del atrio se encuentra pintado de blanco.

## Patrimonio
La capilla cuenta con algunas obras artísticas de interés.

### Cristo de las Aguas
También se encuentra en la capilla la antigua imagen del "Cristo de San Antonio". La talla del crucificado, se encuentra en muy mal estado, sin embargo nos encontramos ante una talla datada en el siglo XVI, atribuida a Juan Bautista Vázquez conocido como "el viejo", autor del Cristo de Burgos, titular de la Hermandad del Cristo de Burgos de Sevilla. En el siglo XIX, se tiene constancia que esta imagen procesionó por las calles de Ayamonte como titular de la Hermandad del Descendimiento, y desde 1919 hasta los años 30, salía todos los miércoles santos desde la Iglesia Parroquial de Nuestra Señora de las Angustias de Ayamonte, como titular de la Hermandad de la Sagrada Lanzada, fundada en la iglesia mencionada anteriormente en 1918.
Es una talla en madera policromada de 1.25 metros de alto, aparece situado en un altar lateral del muro de la epístola de esta capilla, representa a Cristo manando agua y sangre de su costado, sobre cruz arbórea. 

### Virgen de la Esperanza
Es una escultura de talla completa que representa a la Virgen con el Niño Jesús en brazos. Fue realizada en Cádiz en 1774 por José Esteve Bonet. La policromía corrió a cargo de José Vergara. Es una técnica, con un amplio movimiento de los paños motivado por la torsión del cuerpo hacia el lado izquierdo. La Virgen sostiene con ambos brazos al Niño, que bendice con la mano derecha mientras sostiene con la izquierda la bola del mundo. El conjunto se alza sobre una nube con dos cabezas de querubines.
La imagen fue donada por Manuel Rivero González, alcaide del castillo y Justicia Mayor de Ayamonte. Fue remodelada por José Vázquez Sánchez en 1941, intervención en la que se hizo una nueva mascarilla y se estofaron los ropajes.
Como curiosidad, del artesonado mudéjar del techo, cuelga la maqueta de una embarcación, probablemente entregada a modo de exvoto.